# Hubertine Rose Éholie
Hubertine Rose Éholie là một học giả chuyên ngành hóa học của Bờ Biển Ngà, một nhà phê bình về sự cách biệt giới tính của phụ nữ trong giáo dục. Cô đã có một sự nghiệp lâu dài tại Đại học Abidjan. Cô đã nghỉ hưu vào năm 2015.

## Công việc
Hubertine Rose Éholie được sinh ra vào ngày 23 tháng 5 năm 1934 tại Burkina Faso, một phần thuộc địa Bờ biển Ngà của Pháp. Cô học tại Đại học Poitiers và được trao chứng chỉ giáo dục đại học về Toán, Vật lý, Hóa học năm 1957 và chứng chỉ nghiên cứu chuyên ngành luyện kim, hóa học và vật lý năm 1960. Éholie đã được trao bằng Tiến sĩ Khoa học Kỹ thuật năm 1966 và bằng Tiến sĩ Nhà nước năm 1971 bởi Đại học Abidjan.
Éholie đã giảng dạy tại Lycée classique d'bidjan (fr) trước khi dạy tại Đại học Abidjan. Cô bắt đầu làm trợ lý giảng dạy trước khi trở thành trợ giảng và giảng viên Khoa học. Cô trở thành một giảng viên cao cấp, giáo sư và sau đó là giáo sư Khoa học và Kỹ thuật. Chuyên môn của cô là về tinh thể học, điện từ, kính, hệ thống bạc-asen-selen, bán dẫn và các hợp chất ternary. Cô được bầu làm thành viên của Viện hàn lâm Khoa học Thế giới thứ ba (nay là Viện hàn lâm Khoa học Thế giới, TWAS), Vùng châu Phi cận Sahara năm 1987 và là một trong 88 nghiên cứu sinh được bầu chọn từ khu vực đó (tính đến năm 2017). Cô nghỉ hưu năm 2015.
Cô đã viết một bài báo vào năm 1988 cho một Cơ quan Phát triển Quốc tế Canada và hội thảo của Viện Hàn lâm Khoa học Thế giới Thứ ba với tựa đề "Vai trò của phụ nữ trong sự phát triển khoa học và công nghệ của thế giới thứ ba: trường hợp của Côte d'Ivoire". Cô là một nhà phê bình về khoảng cách giới tính của phụ nữ trong học viện ở Bờ Biển Ngà, đặc biệt là trong các ngành khoa học.